# Ie naki ko Rémi
Pour les articles homonymes, voir Rémi et Sans famille (homonymie).
 (septembre 2018).
Si vous disposez d'ouvrages ou d'articles de référence ou si vous connaissez des sites web de qualité traitant du thème abordé ici, merci de compléter l'article en donnant les références utiles à sa vérifiabilité et en les liant à la section « Notes et références ».
Ie naki ko Rémi (家なき子レミ - Ie naki ko Remi : Rémi, enfant sans foyer) est un anime japonaise de 26 épisodes créé par Nippon Animation, et diffusé de 1996 à 1997 au Japon sur le réseau Fuji Television dans le cadre du projet World Masterpiece Theater. Il est réalisé par Kusaba Kouzo et le scénario est adapté par Man Shimada, avec un design des personnages par Ooshiro Katsu.
L'histoire est adaptée de Sans famille, un roman de 1878 écrit par Hector Malot (adapté précédemment en anime en 1977 sous le nom de Rémi sans famille) ; cette version comporte des changements majeurs par rapport au livre, dont le changement de sexe du personnage principal ou le chapitre du « Cygne », en même temps que bien d'autres événements importants. 
La diffusion débute le 1er septembre 1996, mais est annulée le 23 mars 1997 par Fuji TV pour des raisons de faible audience, aussi seuls 23 épisodes sont diffusés. Toutefois, la totalité des 26 épisodes est diffusée ultérieurement sur le réseau de télévision par satellite Animax, traduite et doublée en anglais pour ses différents réseaux anglophones en Asie du Sud-Est et Asie du Sud, sous le titre Remi, Nobody's Girl, de même que d'autres langues telles que l'arabe pour le Moyen-Orient où la série est un succès[réf. nécessaire]. La série n'a pas été adaptée pour le public francophone.

## Synopsis
Ie naki ko Rémi narre l'histoire de Rémi, une jeune fille joyeuse et sensible, qui est une excellente chanteuse et qui vit dans le village de Chavanon avec sa mère. Un jour, son père rentre au village après avoir longtemps travaillé dans une grande ville. Elle découvre qu'elle est une enfant trouvée, une enfant abandonnée qui a été adoptée par la mère Barberin. Son père adoptif Jérôme part travailler à Paris et compte sur la mère Barberin pour envoyer Rémi au travail. Il rentre dix ans plus tard et découvre, furieux, que Rémi est toujours là. Il la vend pour ainsi dire à un méchant trafiquant d'esclaves. C'est Vitalis, un saltimbanque, lequel va aider Rémi. Vitalis découvre son talent pour le chant et décide de l'intégrer dans sa troupe. Rémi commence son voyage avec Vitalis et les animaux de sa troupe tels que le singe Joli-Cœur et les chiens Capi, Dolce, et Zerbino. Au cours de ses aventures avec Vitalis et sa troupe, elle doit supporter et surmonter de nombreuses difficultés alors qu'elle recherche sa vraie famille.